# Норман Апрічард
Норман Апрічард (англ. Norman Uprichard; 20 квітня 1928 — 31 січня 2011) — північноірландський футболіст, що грав на позиції воротаря за «Свіндон Таун», «Портсмут» та «Саутенд Юнайтед», а також національну збірну Північної Ірландії.

## Клубна кар'єра
Перший професійний контракт уклав 1948 року з лондонським «Арсеналом», в офіційних матчах за який утім так й не дебютував.
Перший досвід регулярних вистпів здобував протягом 1949—1952 років, захищаючи кольори третьолігового англійського клубу «Свіндон Таун».
Своєю грою за останню команду привернув увагу представників тренерського штабу клубу «Портсмут», до складу якого приєднався 1953 року. Відіграв за клуб з Портсмута наступні шість з половиною сезонів у найвищому англійському дивізіоні. Більшість часу, проведеного у складі «Портсмута», був основним голкіпером команди.
Завершував ігрову кар'єру у команді «Саутенд Юнайтед» з третього англійського дивізіону, за яку виступав протягом 1959—1960 років.

## Виступи за збірну
1951 року дебютував в офіційних матчах у складі національної збірної Північної Ірландії. Протягом кар'єри у національній команді, яка тривала 8 років, провів у її формі 18 матчів, пропустивши 39 голів.
У складі збірної був учасником чемпіонату світу 1958 року у Швеції, де північноірландці припинили боротьбу на стадії чвертьфіналів. На турнірі був дублером Гаррі Грегга і виходив на поле лише в одній з п'яти ігор збірної.
Помер 31 січня 2011 року на 83-му році життя.

## Титули і досягнення
- Володар Суперкубка Англії з футболу (1):

«Арсенал»: 1948